# Santiago Plaza
Santiago Plaza (* 23. April 1938 in Spanien) ist ein ehemaliger mexikanischer Sprinter.
1959 wurde er bei den Panamerikanischen Spielen in Chicago Achter über 100 m.
Bei den Olympischen Spielen 1960 in Rom erreichte er über 100 m das Viertelfinale und schied über 200 m im Vorlauf aus.

## Persönliche Bestzeiten
- 100 m: 10,3 s, 4. Juni 1960, Mexiko-Stadt
- 200 m: 20,6 s, 5. Juni 1960, Mexiko-Stadt